# Martin Starr
Pour les articles homonymes, voir Starr.
Martin Starr, de son vrai nom Martin James Schienle, est un acteur américain né à Santa Monica (Californie) le 30 juillet 1982.

## Biographie
Martin Starr est connu principalement grâce à la série Freaks and Geeks, où il incarnait le geek Bill Haverchuck et au cinéma avec les films En cloque, mode d'emploi, où il est le colocataire de Seth Rogen et Adventureland - Job d'été à éviter, où il incarne le collègue de Jesse Eisenberg. Il joue également un rôle important dans la sitcom Silicon Valley, où il joue le rôle de Gilfoyle.
Il apparait également dans des vidéos du danseur Nathan Barnatt (Madeon - Pop Culture (Dance Video) &  Yelle - Comme Un Enfant (Freaks Remix)).

## Filmographie partielle
- 1992 : Héros malgré lui (Hero), de Stephen Frears : Allen in Coma
- 1999 : Freaks and Geeks (Freaks and Geeks) (série télévisée) : Bill Haverchuck (18 épisodes, 1999-2000)
- 2000 : G vs E (série télévisée) : (1 épisode, 2000)
- 2000 : Normal, Ohio (série télévisée) : Howie the Electronics Store Manager (1 épisode, 2000)
- 2001 : Eyeball Eddie, court-métrage d'Elizabeth Allen : Eddie Malick
- 2001 : Robbie's Brother, de Wendy Bott et Tom Dorfmeister : Wayne
- 2001 : Ed (série télévisée) : Clark Salinger (1 épisode, 2001)
- 2001 : Mysterious Ways (série télévisée) : Dwayne Banbury (1 épisode, 2001)
- 2001 : Roswell (série télévisée) : Monk Pyle (3 épisodes, 2001-2002)
- 2002 : Les Années campus (Undeclared) (série télévisée) : Theo (1 épisode, 2002)
- 2002 : Harvard à tout prix (Stealing Harvard), de Bruce McCulloch : Liquor Store Clerk
- 2002 : Opération antisèche d'Andrew Gurland : Applebee
- 2002 : Providence (série télévisée) : (1 épisode, 2002)
- 2005 : Révélations (mini-série) : Rubio
- 2004 : How I Met Your Mother (épisode 8, saison 1)
- 2007 : En cloque, mode d'emploi (Knocked Up), de Judd Apatow : Martin
- 2008 : L'Incroyable Hulk (The Incredible Hulk) : Computer Nerd (Roger Harrington)
- 2009 : Adventureland : Un job d'été à éviter (Adventureland), de Greg Mottola : Joel
- 2009 : The Last Lovecraft: Relic of Cthulhu, de Henri Saine : Clarence
- 2009 : Paper Heart, de Nicholas Jasenovec : lui-même
- 2009 - 2010 / 2023 : Party Down (série télévisée) : Roman DeBeers (26 épisodes)
- 2010 : The Invention of Lying (Mytho-Man!) : Serveur
- 2011 : Community : Professeur Cligoris (épisode 2, saison 3)
- 2011-2013 : NTSF:SD:SUV (série télévisée) : Sam Stern
- 2012 : New Girl (série télévisée) : Dirk (épisode 18, saison 1)
- 2012 : Parks and Recreation : Kevin (épisode 14, saison 4)
- 2013 : Hawaii 5-0 : Adam 'toast' charles
- 2013 : The Lifeguard de Liz W. Garcia (en) : Todd
- 2013 : C'est la fin (This Is the End) de Seth Rogen et Evan Goldberg : lui-même
- 2014 : Dead Snow 2 (Død Snø 2) de Tommy Wirkola : Daniel
- 2014-2019 : Silicon Valley (série télévisée) : Bertram Gilfoyle
- 2015 : Il est toujours temps d'aimer (en) (I'll see you in my dreams) de Brett Haley : Lloyd
- 2017 : Spider-Man: Homecoming : Roger Harrington
- 2017 : Bitch de Marianna Palka : Todd
- 2017 : Future Man : Lyle Karofsky (épisode 4, saison 1: Panne sèche)
- 2019 : Spider-Man: Far From Home : Roger Harrington
- 2021 : Spider-Man: No Way Home : Roger Harrington
- 2022 : Tulsa King (série TV) : Lawrence « Bodhi » Geigerman
- 2022 : Le Samaritain (Samaritan) de Julius Avery : Arthur
- 2022 : Le Cabinet de curiosités de Guillermo del Toro : Dean Chapman